# Telecabina Aosta-Pila
La Telecabina Aosta-Pila è una cabinovia che collega la città di Aosta con la località Pila e relativo comprensorio sciistico nel comune di Gressan.

## Descrizione

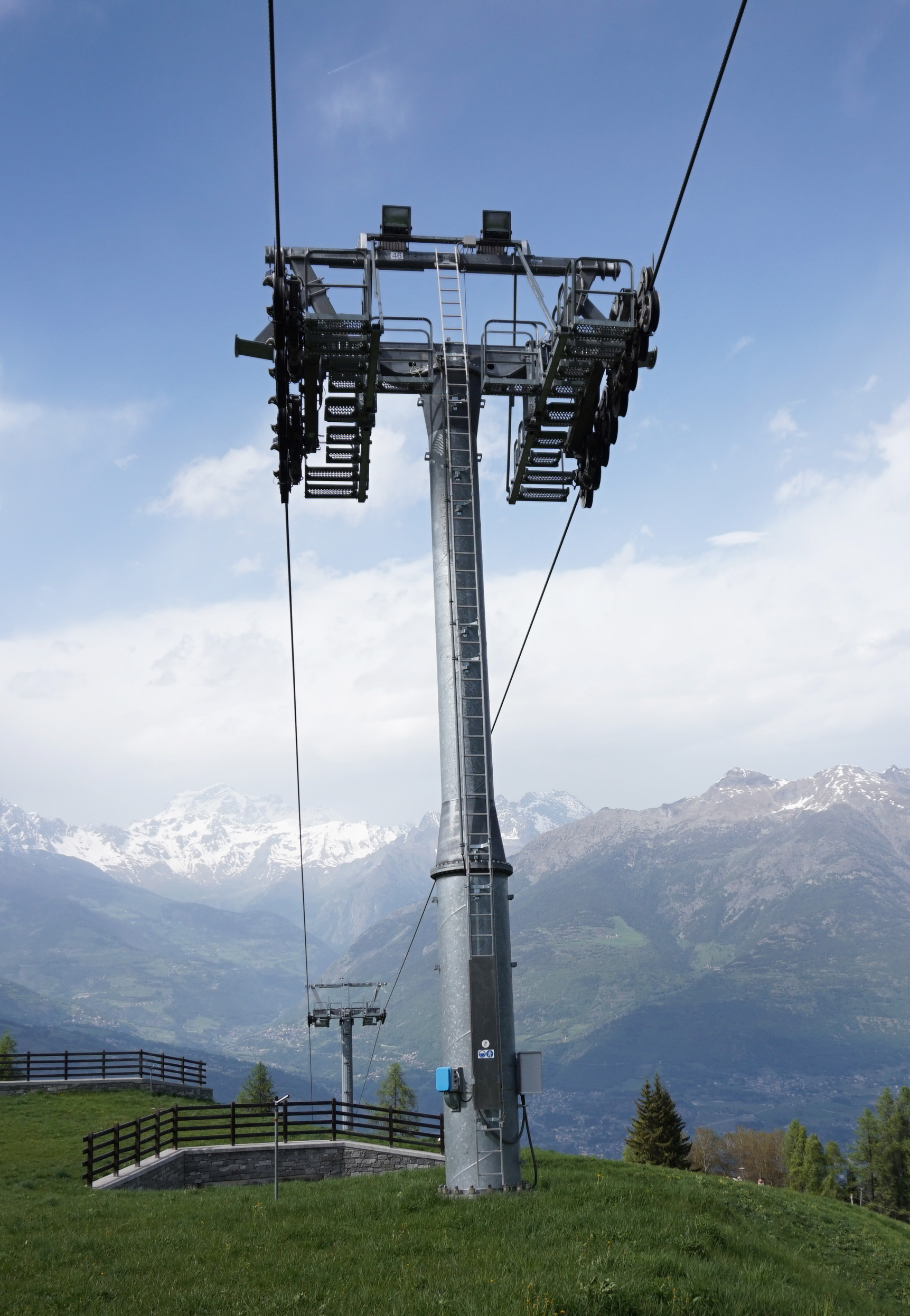
Un pilone della telecabina, sullo sfondo il Grand Combin.

Inaugurata nel 1957 e rinnovata diverse volte, in meno di 20 minuti supera un dislivello di circa 1200 metri lungo un percorso di circa 5 km, presenta 2 stazioni intermedie Les Fleurs e Plan Praz, quest’ultima era stata progettata per il collegamento del trenino che portava fino a Cogne, ma per via di alcuni problemi non fu aperta questa tratta con relative controversie in sede regionale.
La telecabina è in funzione nella stagione invernale (quando aprono i vari impianti) e chiude verso metà aprile. Riapre nella stagione estiva, da metà giugno fino ai primi di settembre, il giorno preciso cambia di anno in anno.
Nei mesi di chiusura, il personale effettua le manutenzioni previste, controllo rulliere, controllo morse veicoli, fune, sicurezze di stazione, ecc...

## Storia
Inizialmente venne realizzata una ovovia a due posti, che nel 1987 venne sostituita da una cabinovia a 6 posti della Agudio (2000 persone/ora, tempo percorrenza=25 minuti) e successivamente - nel 2008 - dalla cabinovia a 8 posti costruita dalla Leitner, ad ammorsamento automatico. La telecabina Aosta-Pila può raggiungere una velocità  massima di 6 m/s.
Il percorso presenta 31 pali, per il tratto Aosta - Les Fleurs e 19 pali per il tratto Les Fleurs - Plan Praz - Pila.
La stazione intermedia di Les Fleurs fa da stazione motrice per tutti e due i tronchi. Si possono notare all’arrivo in stazione e all’uscita da essa i due alberi di colore giallo collegati ai due volani dove scorre la fune